# Bonbon-Polka

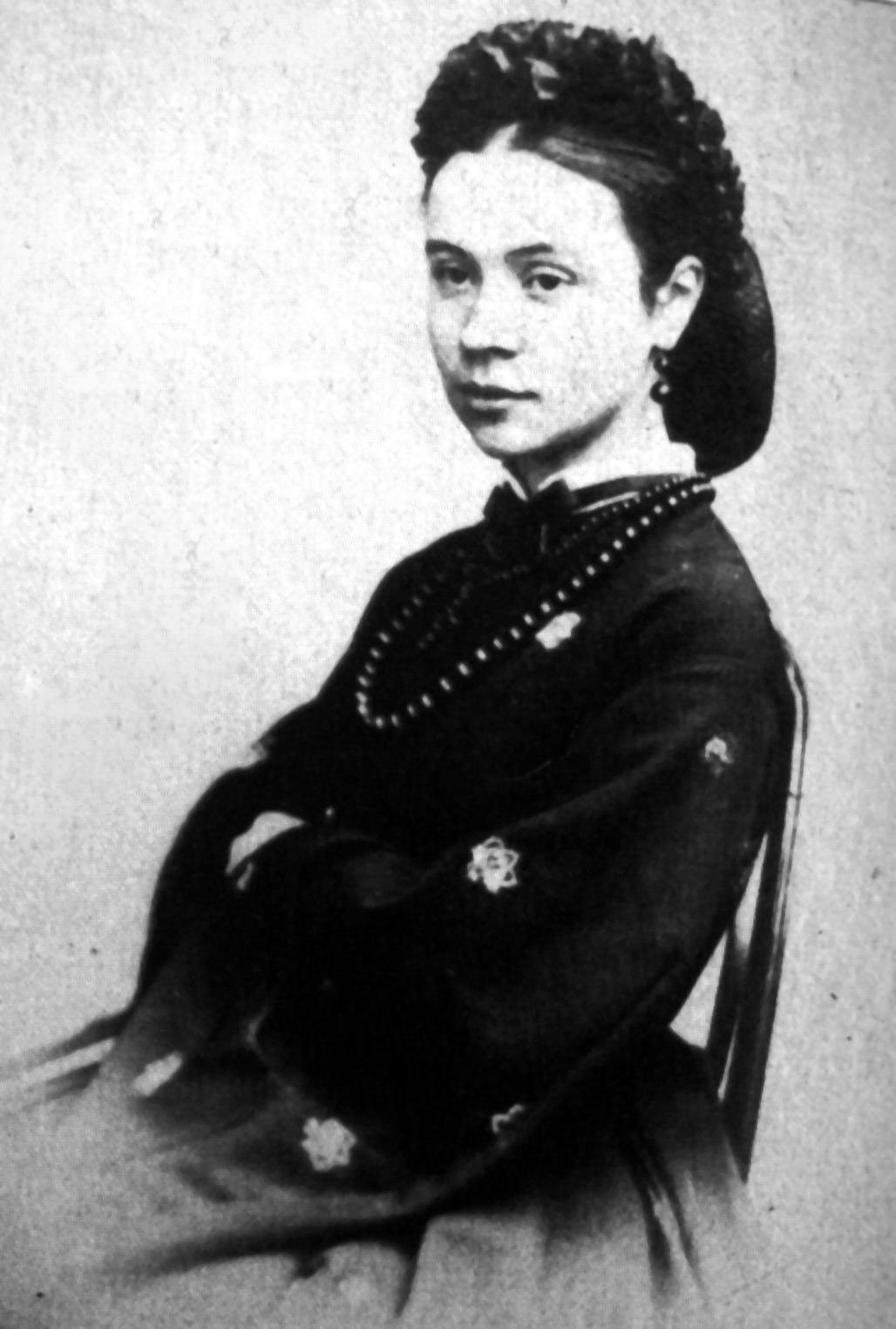
Olga Smirnitskaja (1837-1920).

Bonbon-Polka, op. 213, är en polka-française av Johann Strauss den yngre. Den framfördes första gången den 21 november 1858 i Volksgarten i Wien. 

## Historia
Polkan komponerades under Strauss konsertresa i Ryssland sommaren 1858. Bakgrunden till verket var Strauss kärleksaffär med den ryska officersdottern Olga Smirnitskaja. Eftersom deras förhållande icke sågs med blida ögon av hennes föräldrar var de två tvungna att ses i hemlighet. De utbytte brev genom att placera dessa i hemliga gömställen under stenar och i ihåliga trädstammar. De kallade dessa kärleksbrev för godis (Bonbon), därav polkans titel. Verket kan ses som ett musikaliskt karaktärsstycke snarare än ren dansmusik. Huruvida polkan hade premiär i Ryssland kan inte fastställas. Efter Strauss hemkomst till Wien spelades polkan den 21 november 1858 i Volksgarten. Johann Strauss broder Josef Strauss hade också, måhända ovetande om broderns verk, komponerat en Bonbon-Polka (op. 55) samma år.

## Om polkan
Speltiden är ca 4 minuter och 1 sekund plus minus några sekunder beroende på dirigentens musikaliska tolkning.